# Ponte Yi Sun-sin
Il Ponte Yi Sun-sin (Hangul: 이순신 대교; Hanja: 李舜臣 大橋) è un ponte sospeso situato nella costa meridionale della Corea del Sud.

## Descrizione

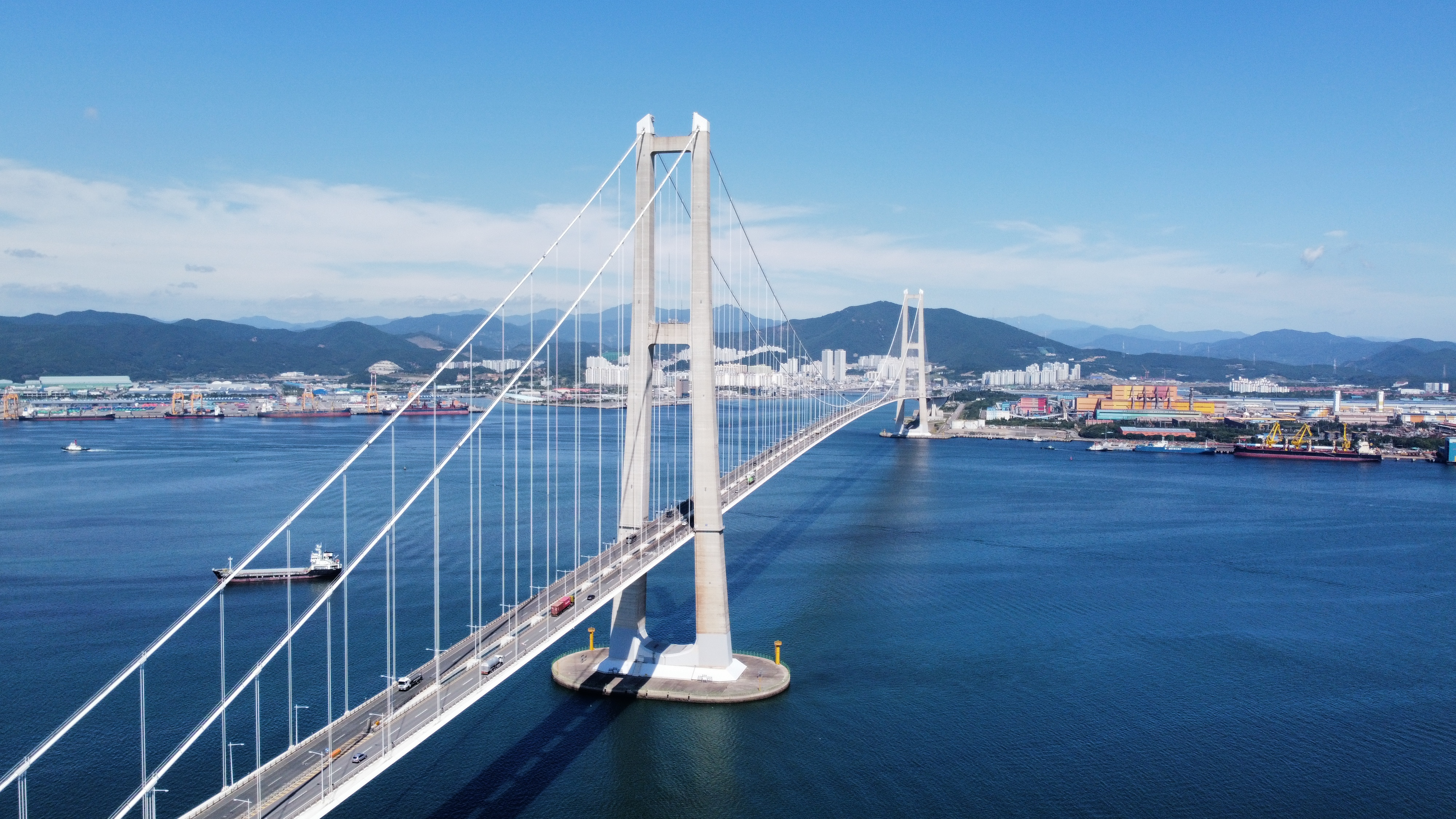
Panoramica del ponte

Dalla data della sua apertura, avvenuta nel 2012, risulta il quinto ponte sospeso più lungo del mondo per lunghezza della campata principale, che misura 1545 m.
Il ponte collega Gwangyang con Myodo-dong, una piccola isola che fa parte della città di Yeosu.
Il ponte prende il nome da 
Yi Sun-sin, l'ammiraglio coreano che nacque nel 1545 e costruì la prima nave da guerra corazzata al mondo chiamata nave testuggine e difese il paese contro la marina giapponese durante la dinastia Joseon. Il ponte è stato progettato dalla società Yooshin ed è stato costruito dalla Daelim Industrial Company.
Il ponte è stato finalista all'Outstanding Structure Award 2013.